# بولوویتسه
بولوویتسه (به لهستانی:  Bulowice) یک روستا در لهستان است که در گمینا کنته واقع شده‌است. بولوویتسه ۴٬۶۶۴ نفر جمعیت دارد.